# Targum

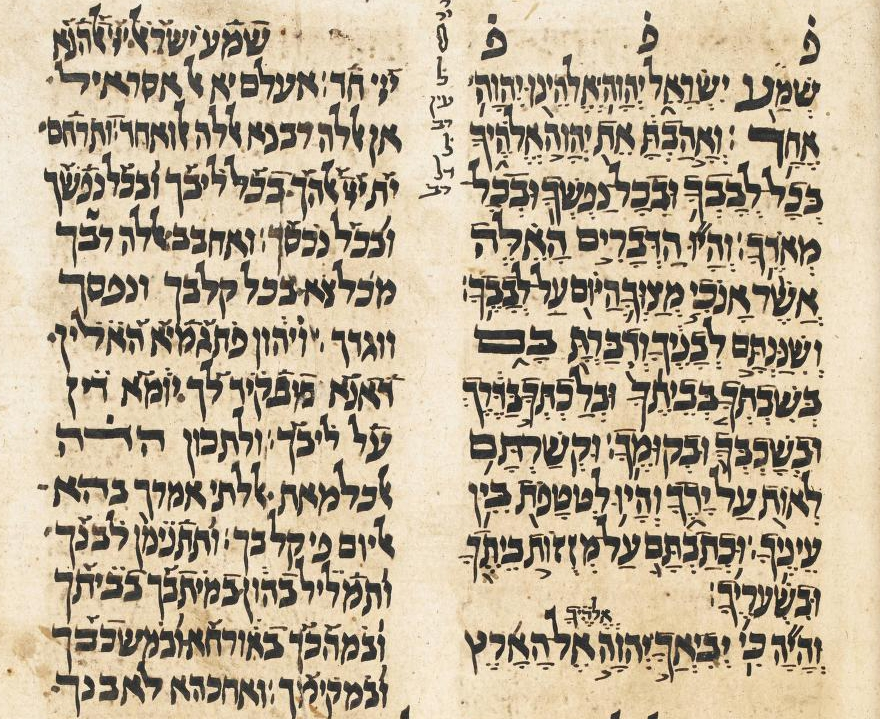
Shemá Israel no texto massorético, à direita, e no Targum Onkelos, à esquerda

Targum (em hebraico e aramaico: תַּרְגּוּם, pl. targumim ou targumin; significado: tradução, interpretação, paráfrase ou versão) é um termo usado para se referir, em geral, a traduções e comentários em aramaico das Escrituras Hebraicas, produzidos entre o período do Segundo Templo e a Idade Média. Os targumim começaram a ser necessários após o exílio babilônico, devido à assimilação linguística que os judeus exilados sofreram, causando a perda do domínio da língua hebraica por parte destes e a adoção do aramaico como idioma comum. A princípio, quando ainda não existia targum escrito, havia nas sinagogas alguém que interpretasse e traduzisse conforme a leitura da Torá, este era chamado meturgeman ou turgeman. O tradutor frequentemente expandia sua tradução com paráfrases, explicações e exemplos, tornando-a uma espécie de midraxe. 
O Talmude estabelece algumas limitações para as traduções no serviço das sinagogas. No Talmude Babilônico, nos tratados de Meguilá e Nedarim, é citado Neemias 8:8, que diz: "E leram no livro, na lei de Deus; e declarando, e explicando o sentido, faziam que, lendo, se entendesse"; a guemará explica que onde está escrito "explicando o sentido" significa "traduzindo". Portando, segundo a guemará, já nos dias do exílio babilônico havia necessidade de uma tradução do texto.
Os targumim são escritos muito importantes para entender as visões do judaísmo pré-medieval, pois muitos deles não são apenas traduções exatas, mas comentários e interpretações acrescentadas à tradução. Os acréscimos contidos nos targumim preservaram diversas tradições orais da época do Judaísmo do Segundo Templo, o que faz com que os targumim sejam amplamente estudados em matérias de criticismo bíblico e história do judaísmo. Os targumim são, portanto, fontes de muitas agadot, assim como o Talmude e os midrashim, sendo, porém, alguns targumim até mesmo anteriores a estes.

## Targumim da Torá
As traduções da Torá para o aramaico são alguns dos targumim mais preservados e importantes na história do judaísmo. Há três destes que se destacam pelo seu valor histórico e pela preservação do texto. São estes: Targum Onkelos, Targum Neofiti e Targum Pseudo-Jonatã.

### Targum Onkelos

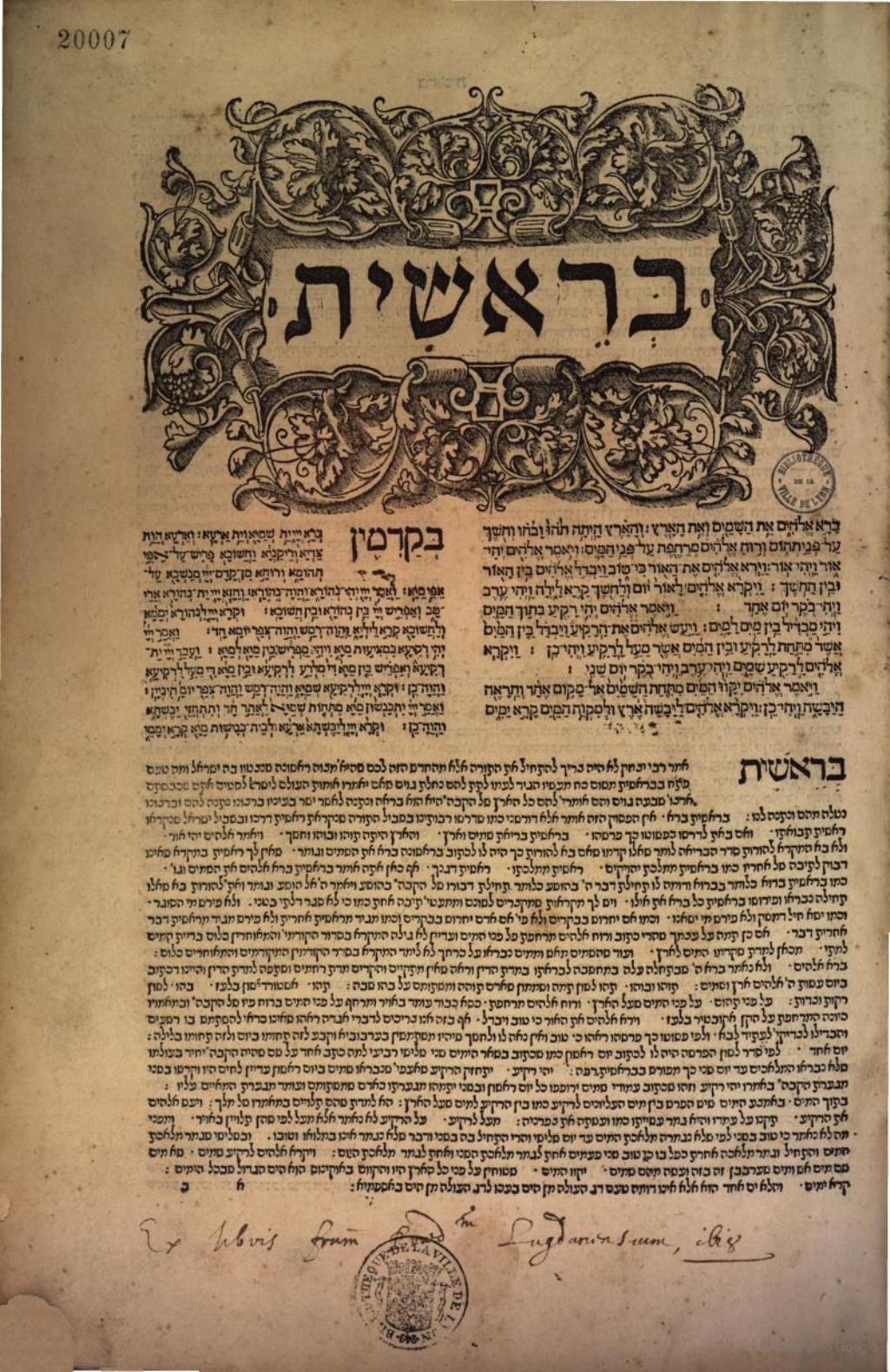
Texto hebraico da parashá bereshit no canto superior direito, a mesma parashá na leitura do Targum Onkelos no canto superior esquerdo e os comentários de Rashi na parte inferior

O Targum Onkelos é uma tradução clássica da Torá ao aramaico que, segundo o Talmude Babilônico, foi escrita por Onkelos, o gentio, com base nos ensinamentos de Eliezer ben Hirkanos e Yehoshua ben Chananya, seus rabinos. Críticos não são muito seguros sobre essa atribuição e datam a sua redação final entre os séculos III e V, justificando essa hipótese devido à reutilização da linguagem de outros midrashim compostos naquela época e, portanto, não poderia ter sido composta por Onkelos, que viveu no século II. Outros, discordando, concluíram que a tradução aramaica de Onkelos se originou na Síria Palestina no início do segundo século, mas que sua redação final foi feita na Babilônia, provavelmente no quarto ou quinto século.
O livro exerceu muita influência no judaísmo babilônico, sendo considerado como o targum oficial da Babilônia e chamado no Talmude Babilônico de "nosso targum". Foi e continua sendo impresso em chumashim junto do texto massorético, dos comentários de Rashi e das meguilot.  É considerado também que a tradução de Onkelos teve alguma inspiração divina. Rashi, que em seus escritos cita amplamente o Targum Onkelos, diz em seu comentário ao tratado de Kiddushin, usando como referência o tratado de Meguilá, que os acréscimos na tradução de Onkelos são a exata revelação dada no Sinai que foi esquecida com o tempo.
Além de Rashi, vários outros rabinos proeminentes usam o Targum Onkelos em seus escritos, como Ramban, o Baal HaTurim, o Maharal de Praga, Bahya Ben Asher, Malbim, entre outros. O Shulkhan Aruch, compilação de leis haláquicas do século XVI, ordena que a parashá da semana seja lida duas vezes em hebraico e uma vez na versão do Targum Onkelos, tornando a leitura de Onkelos obrigatória para algumas comunidades judaicas.
Ainda há um debate sobre em qual dialeto aramaico o Targum Onkelos foi inicialmente escrito, mas é bem aceita nas discussões acadêmicas a hipótese de que sua redação original seria em aramaico galileu, um dos dialetos aramaicos ocidentais, e que com suas edições pelos rabinos babilônicos este sofreu alterações para aproximar o texto da fala oriental do aramaico.

### Targum Neofiti
O Targum Neofiti ou Neophyti, também conhecido em hebraico como Targum Yerushalmi Hashelem, é o maior dos targumim ocidentais ou palestinos. Sua única cópia sobrevivente, com somente alguns versos ilegíveis, contém 450 fólios dos cinco livros do Pentateuco. Até a compra do seu manuscrito pelo Vaticano em 1886, permaneceu no Colégio dos Neófitos, uma instituição católica em Roma para novos convertidos (neófitos) do islamismo e do judaísmo, de onde o nome do targum procede. Naquela época, Targum Neofiti foi intitulado incorretamente como um manuscrito do Targum Onkelos, e permaneceu sem comentários até 1949, quando o professor José Maria Millas Vallicrosa e Alejandro Díez Macho notaram que diferia significativamente do Targum Onkelos. Foi traduzido e publicado de 1968 a 1979 e desde então tem sido considerado o mais importante dos targumim palestinos, pois é de longe o mais completo dos targumim ocidentais e talvez o mais antigo também.
O colofão do manuscrito data a cópia de 1504, mas não se sabe a época exata de quando começou a ser escrito. É pressuposto, com base em análises linguísticas, que tenha sido escrito por volta do primeiro ou segundo séculos. Macho argumenta que o targum contém material pré-massorético, anti-haláquico e pré-cristão; concluindo também que o aramaico do Targum Neofiti é anterior à padronização do texto massorético. Os principais fatos que contribuem para essa visão são: passagens contrárias à halacá; interpretações messiânicas comuns com o cristianismo; outros paralelos com o Novo Testamento; redação característica do período helenístico, etc. Observações posteriores concluíram que o texto do Targum Neofiti reflete as leituras do texto massorético por diversas vezes.

### Targum Pseudo-Jonatã
O Targum Pseudo-Jônatas ou Pseudo-Jonatã, também chamado Targum Jerusalém I, é, assim como o Targum Neofiti, um targum de tradição ocidental palestina. Desde o século XIV é frequentemente atribuído de forma errônea a Jonatã ben Uziel, um tanaíta discípulo de Hilel, devido a uma confusão envolvendo o targum dos profetas, também atribuído ao sábio judeu. É especulado que isto se deve a uma leitura incorreta da abreviação T"J, que seria lida originalmente como "Targum de Jerusalém", sendo posteriormente mudada a leitura para "Targum Jonatã". É, portanto, chamado no mundo acadêmico de "Targum Pseudo-Jônatas".
O Targum Pseudo-Jônatas costuma acrescentar agadot ao texto do Pentateuco que os outros targumim da Torá, usando tradições babilônicas contidas no Targum Onkelos e tradições palestinas contidas nos outros targumim palestinos, como também leituras do Pirkê deRabbi Eliezer, o que sugere uma datação mais posterior que os outros targumim da Torá. De fato, a maioria dos acadêmicos tem considerado que o Targum Pseudo-Jônatas foi escrito depois do advento do islã, isso, pois há no seu texto uma menção às mulheres de Ismael, apresentadas como Aixa e Fátima, os mesmos nomes da esposa de Maomé e de sua filha, respectivamente. Além de se basear nesses escritos, o Targum também apresenta passagens similares ao texto da Crônica de Moisés, datada do século XI.